# Lahden kisapuisto
Das Lahden kisapuisto (finnisch Lahti Sportpark) ist ein Fußballstadion im Stadtteil Kartano der finnischen Stadt Lahti. Die Anlage bietet bei Fußballspielen 4000 Sitzplätze und wird vom Fußballverein FC Lahti genutzt.

## Geschichte

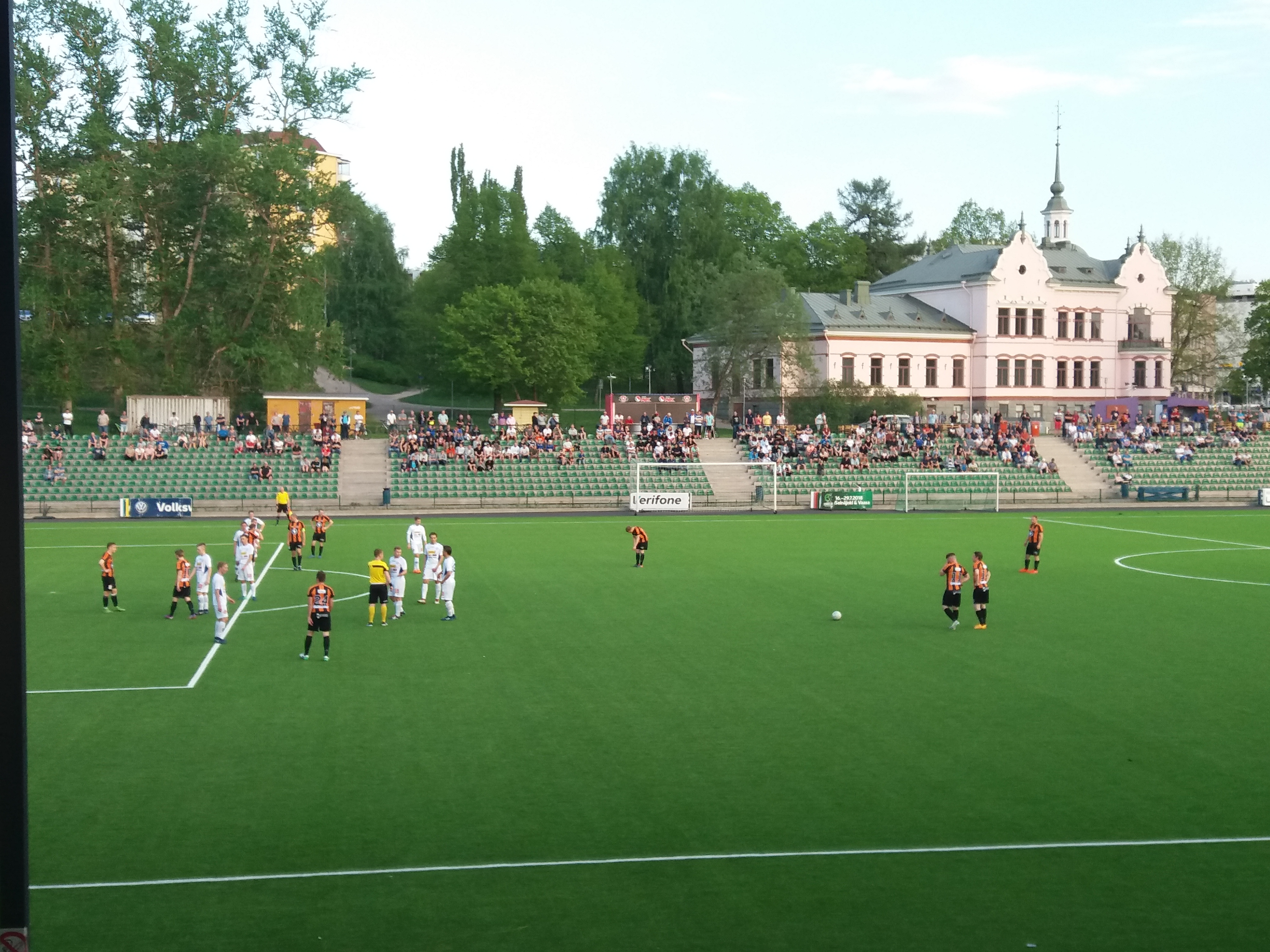
Derby zwischen dem FC Kuusysi und Lahden Reipas (0:3) am 16. Mai 2018

Die Spielstätte wurde für das Fußballturnier der Olympischen Sommerspiele 1952 in Helsinki errichtet.  Es fanden die Partien der Vorrunde zwischen Polen und Frankreich (2:1) und Luxemburg und dem Vereinigten Königreich (5:3 n. V.) sowie das Achtelfinale Türkei und den Niederländischen Antillen (2:1) statt.
1967 wurde der bis heute gültige Zuschauerrekord aufgestellt. Im Stadtderby traf Upon Pallo auf Lahden Reipas und lockte 8144 Besucher an. Sein erstes internationales Spiel auf europäischer Vereinsebene erlebte das Lahden kisapuisto am 29. September 1982 im Europapokal der Pokalsieger 1982/83. In der ersten Runde traf Kuusysi Lahti im Rückspiel auf den türkischen Vertreter Galatasaray Istanbul. Die Partie endete mit einem 1:1-Unentschieden. Kuusysi schied wegen der Hinspielniederlage mit 1:2 aus. Da das Stadion nicht über eine Flutlichtanlage verfügte, musste das Spiel am frühen Nachmittag angepfiffen werden. 1981 wurde das Stadion Lahti eröffnet und ersetzte die alte Anlage als Hauptort für große Sportveranstaltungen.  Am 29. Oktober 2003 brannte ein Teil der Haupttribüne ab, nachdem ein Mädchen dort rauchte und den Brand versehentlich entfachte. Der Schaden betrug rund 30.000 Euro.
Zum Sportpark gehört des Weiteren ein Trainingsplatz mit Kunstrasen, Tennisplätze und ein Basketballplatz sowie eine private Badminton-Tennis-Squash-Halle. Die Anlage wird von weiteren Sportmannschaften aus Lahti wie den Lahti Jets (American Football) oder den Lahti Predators (Lacrosse) genutzt. Das Lahden kisapuisto ist nach heutigen Maßstäben veraltet. Es wurden auf der Haupttribüne Kunststoff-Schalensitze montiert. Das Spielfeld erhielt einen Kunstrasen. Im April 2016 stellte Sanni Grahn-Laasonen, die Ministerin für Bildung und Kultur, der Stadt 200.000 Euro zur Sanierung der künstlichen Spielfläche bereit. Das Gelände müsste umfassend renoviert werden. Bisher wurden dafür aber keine Investoren gefunden, solange sich die Stadt nicht zur Finanzierung entschlossen hat. Das städtische Immobilienunternehmen Spatium würde drei Millionen Euro übernehmen, wenn die Stadt einen Anteil von 7,4 Millionen Euro tragen würde. Darüber hinaus käme auf die Stadt Lahti eine Kapitalmiete von weit über einer halben Million Euro zu und die jährlichen Betriebskosten würden ebenso steigen.